# Vláda Wilhelma Cuna
Vláda Wilhelma Cuna nebo také kabinet osobností (německy: Kabinett der Persönlichkeiten) byla vláda Německé říše v období Výmarské republiky působící od 22. listopadu 1922 do 12. srpna 1923.
Vláda měla 12 členů a jednalo se o poloúřednický kabinet nestraníků a zástupců Centra, Německé demokratické strany (DDP), Německé lidové strany (DVP) a Bavorské lidové strany (BVP). Portfeje byly rozděleny v poměru 3:2:2:1 a čtyři ministerstva vedli nestraníci. Kabinet měl 189 v 459 členném kabinetu a opíral se střídavě o toleranci sociální demokratů a nacionalistů z DNVP. Vláda podala demisi v srpnu 1923, kdy v zemi proti ní proběhly několikamiliónové demonstrace.

## Vznik vlády
V září 1922 došlo k opětovnému sloučení poslaneckých klubů sociálních demokratů a nezávislých sociálních demokratů. Počet mandátů SPD stoupl ze 102 na 186. Ve vládě kancléře Wirtha došlo k výrazné změně poměru sil směrem doleva. Koaliční partneři (Centrum, DDP) se snažily vykompenzovat posílení sociálních demokratů přizváním pravicových lidovců do vlády. Vicekancléř Bauer za SPD změnu ve vládě razantně odmítl, a tak kancléř Wirth podal 14. listopadu demisi.
Prezident Ebert požádal 16. listopadu o sestavení vlády ekonoma Wilhelma Cuna. Nestraník Cuno měl podle prezidenta uklidnit znesvářené politické strany a jeho vlivné kontakty v USA mohly pomoci při vyjednávání o reparacích. Cuno se neúspěšně pokusil o sestavení široké koalice všech prorepublikových politických stran, ale pokus ztroskotal na neochotě SPD vládnout společně s pravicovou DVP. Po krachu vyjednávání jmenoval prezident 22. listopadu 1922 Cuna kancléřem pomocí prezidentského dekretu. Cuno se stal prvním kancléřem bez politické příslušnosti a prvním, který nebyl schválený sněmem. Kancléři se nakonec podařilo sestavit vládu z nestraníků (převážně ekonomických odborníků) doplněnou o tři zástupce Centra dva německé demokraty, dva lidovce a jednoho zástupce Bavorské lidové strany. Jelikož neexistovala žádná koaliční smlouva, tak se vláda začala označovat za kabinet osobností. Centrum i tak udrželo své ministry z předchozí vlády na ministerstvu práce a financí a Otto Geßler z DDP zůstal ministrem obrany.

## Politika vlády

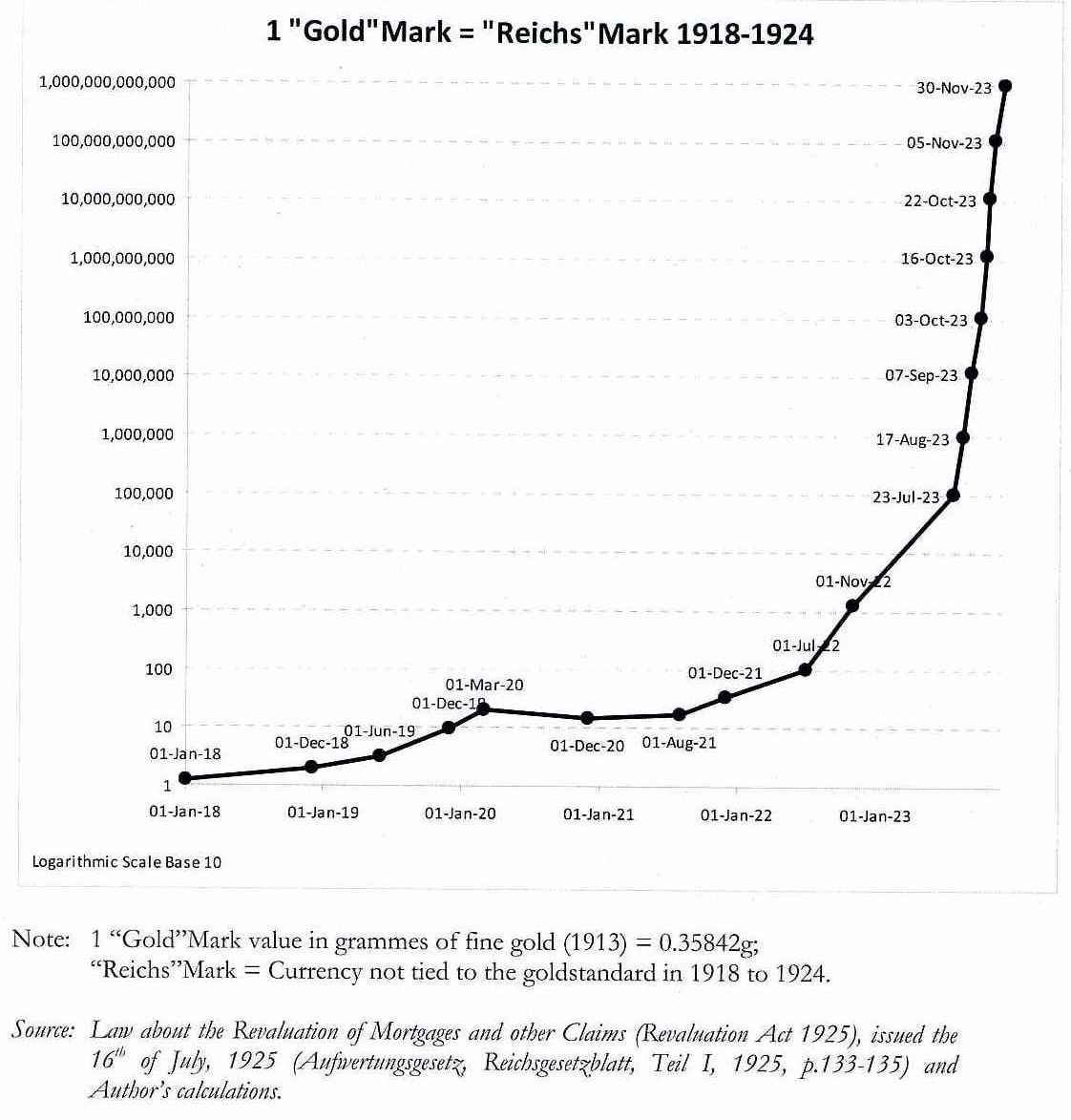
Hyperinflace v Německé říši.

Strany, které poslaly své zástupce do vlády, měly pouze 189 poslanců v 459 členném parlamentu, takže vláda byla odkázána na toleranci sociálních demokratů nebo nacionalistů z DNVP. Cunovi se nikdy nepodařilo získat důvěru ve směnu, takže nakonec strany přistoupily na kompromis. Vzaly sestavení vlády na vědomí a Cuno převzal programové prohlášení od předchozí Wirthovi vlády.
Od počátku mandátu musela vláda řešit zpožděné platby reparací. Francouzi byli velice nespokojeni s nedodržováním platebního kalendáře a obviňovali vládu, že platby záměrně zdržuje. Cunovův kabinet byl nařčen, že zpožděnými dodávkami zkouší trpělivost spojenců a platnost Versailleské smlouvy. Po zpožděných dodávkách dřeva zasedla reparační komise a francouzští a belgičtí zástupci přehlasovali 26. prosince 1922 Brity. Komise shledala Němce vinné za nedodržení svých povinností. To stejné se opakovalo 9. ledna 1923 ohledně dodávek uhlí. Spojenci se rozhodli vynutit dodržování smlouvy násilím a 11. ledna 1923 vpochodovala francouzsko-belgická armáda do Porúří. Německá společnost odpověděla na okupaci Porúří pasivním odporem. Těžba surovin se zastavila, činnost v továrnách v Porúří utichla a Němci začali praktikovat občanskou neposlušnost.
Německá vláda sice dosáhla zastavení placení reparací, na druhou stranu se musela postarat o zvyšující se počet nezaměstnaných a platit kompenzace firmám, které zastavily výrobu. Kancléř Cuno nechtěl řešil nedostatek peněz zvýšením daní či půjčkou a nechal raději ve velkém tisknout peníze. Výsledkem byla hyperinflace. Zatímco v roce 1922 byla nejvyšší nominální hodnota, tedy nejvyšší bankovka v oběhu, 50 000 papírových marek, v roce 1923 již hodnota činila 100 000 000 000 000. Jeden americký dolar měl v prosinci 1923 hodnotu 4 200 000 000 000 papírových marek a míra inflace činila 32 500 %, přičemž se ceny zboží každým dnem zdvojnásobovaly.

## Konec vlády
Vláda se pokusila v květnu 1923 neúspěšně vyjednat ukončení Rúrské okupace a obnovit jednání o reparacích. Francouzi ale jakákoliv jednání podmiňovali ukončením pasivního odporu. Tvrdý francouzský přístup vyvolal ve světě proněmecké sympatie a Francie se postupně dostávala do izolace. Britové dokonce v srpnu 1923 poslali Francouzům ostré memorandum, ve kterém prohlásili okupaci za nelegální. V Německu zatím lidé vykupovali obchody, dokud peníze měly aspoň nějakou hodnotu. Od ztráty všech jejich úspor je ale nemohlo nic zachránit. Situace využili komunisté a začali organizovat proti Cunově vládě protesty a stávky. Největší z nich se účastnilo na 3,5 miliónu lidí a donutila kancléře Cuna 11. srpna 1923 rezignovat (po 263 dnech vlády). Sociální demokraté v konstelaci hrozící přerůst v další komunistické povstání se chopili aktivity a souhlasili s vytvoření široké koalice prorepublikových stran. Kancléřem vládní koalice se stal Gustav Stresemann z DVP.

## Seznam členů vlády

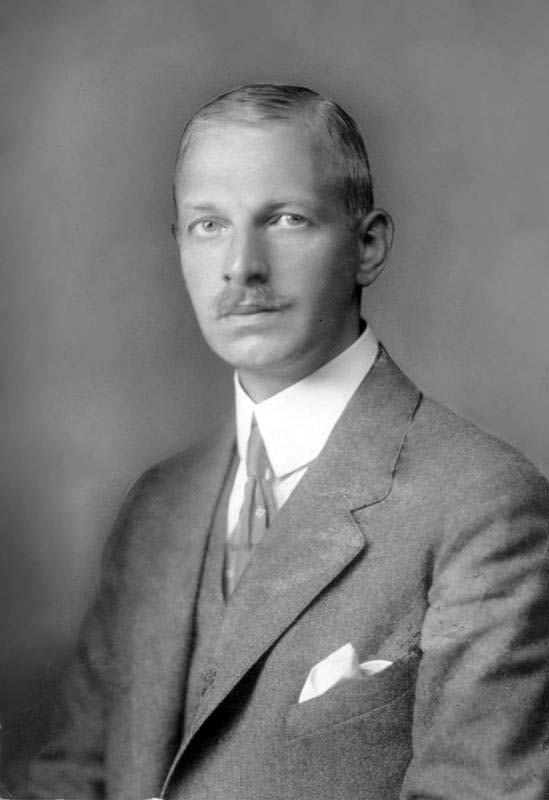
Kancléř Wilhelm Cuno

Post vicekancléře nebyl obsazen.
| Portfej              | Ministr                | Strana | Strana      | Nástup do úřadu    | Odchod z úřadu     |
| -------------------- | ---------------------- | ------ | ----------- | ------------------ | ------------------ |
| říšský kancléř       | Wilhelm Cuno           |        | bezpartijní | 22. listopadu 1922 | 12. srpna 1923     |
| zahraničí            | Frederic von Rosenberg |        | bezpartijní | 22. listopadu 1922 | 12. srpna 1923     |
| vnitro               | Rudolf Oeser           |        | DDP         | 22. listopadu 1922 | 12. srpna 1923     |
| finance              | Andreas Hermes         |        | Centrum     | 22. listopadu 1922 | 12. srpna 1923     |
| hospodářství         | Johann Becker          |        | DVP         | 22. listopadu 1922 | 12. srpna 1923     |
| práce                | Heinrich Brauns        |        | Centrum     | 22. listopadu 1922 | 12. srpna 1923     |
| obranné síly         | Otto Geßler            |        | DDP         | 22. listopadu 1922 | 12. srpna 1923     |
| justice              | Rudolf Heinze          |        | DVP         | 22. listopadu 1922 | 12. srpna 1923     |
| říšské klenoty       | Heinrich Albert        |        | bezpartijní | 22. listopadu 1922 | 29. března 1923    |
| znovuobnova          | Heinrich Albert        |        | bezpartijní | 29. března 1923    | 12. srpna 1923     |
| výživa a zemědělství | Karl Müller            |        | Centrum     | 22. listopadu 1922 | 25. listopadu 1922 |
| výživa a zemědělství | Hans Luther            |        | bezpartijní | 2. prosince 1922   | 12. srpna 1923     |
| pošty                | Karl Stingl            |        | BVP         | 22. listopadu 1922 | 12. srpna 1923     |
| doprava              | Wilhelm Groener        |        | bezpartijní | 22. listopadu 1922 | 12. srpna 1923     |